# PAM (バンド)
PAM（パム）は、日本のインストゥルメンタルバンド。レーベルはUnderstanding Label、事務所はUnderstanding。

## メンバー
- 高橋 宏貴（たかはし ひろたか）
  - ドラムスを担当。バンドの名付け親。
  - ELLEGARDEN、THE PREDATORSのドラマーとしても活動。

- 久米 優佑（くめ　ゆうすけ）
  - ギターを担当。
  - マスロックバンドトリコンドルのギタリストとしても活動。

## 経歴
2018年7月に結成。
2018年8月29日のMAYKIDZ「9/Theoris Tour」にて初ライブ。
2018年10月より初のツアー「POINT AT ME TOUR 2018」を行う。
2018年12月にtéのワンマンツアー「理性の前夜。紡がない言葉と加速する音。それは思考の検閲を擦り抜け、解体する意味を超え、現実の核で閃く天啓。可視化する沈黙知は観察者の感受を刺激し、愉快と畏れを喚起する。」にオープニングアクトとして出演。
2019年4月17日にMAYKIDZとのコラボレーション・アルバム「Twisted Thinking」を発売。Twisted Thinking Tourを行う。
2019年4月20日に「FM NORTH WAVE & WESS PRESENTS IMPACT!XIV」に出演。
2019年9月4日に1stフルアルバム「How have you lived?」をリリース。How have you lived? Tourを行う。
2020年3月にCasablancaのワンマンツアー「CRIMZON CITY TOUR」に出演。
2020年4月には札幌Crazy Monkeyにて初の配信ライブを実施。
2020年5月20日に2ndフルアルバム「Worth Trying」をリリース。
2021年9月15日に1stミニアルバム「TWO SIDES OF THE SAME COIN」をリリース。TWO SIDES OF THE SAME COIN TOURを行う。

## 作品

### EP
|     | 発売日        | タイトル   | 規格品番  |
| --- | ------------- | ---------- | --------- |
| 1st | 2018年8月29日 | PAM 1st EP | UDP180104 |

### ミニアルバム
|     | 発売日        | タイトル                   | 規格品番  |
| --- | ------------- | -------------------------- | --------- |
| 1st | 2001年9月15日 | TWO SIDES OF THE SAME COIN | UDP210105 |

### フルアルバム
|     | 発売日        | タイトル            | 規格品番  |
| --- | ------------- | ------------------- | --------- |
| 1st | 2019年9月4日  | How have you lived? | POCS-1829 |
| 2nd | 2020年5月20日 | Worth Trying        | UDP200105 |

### コラボレーション・アルバム
|     | 発売日        | タイトル         | 規格品番  | 備考                                |
| --- | ------------- | ---------------- | --------- | ----------------------------------- |
| 1st | 2019年4月17日 | Twisted Thinking | NASO-0002 | MAYKIDZとのコラボレーションアルバム |

## ミュージックビデオ
| 監督         | 曲名                           |
| フリーザック | 「Sei」「Worth Trying」        |
| キューピー   | 「Do-Chi-Touch」               |
| アフガンRAY  | 「TWO SIDES OF THE SAME COIN」 |